# Vallonia cyclophorella
Vallonia cyclophorella är en snäckart som beskrevs av Sterki 1892. Vallonia cyclophorella ingår i släktet Vallonia och familjen grässnäckor. Inga underarter finns listade i Catalogue of Life.